# Pabellón Amaya Valdemoro
El Pabellón Amaya Valdemoro es una pista polideportiva cubierta situado en el Polideportivo Municipal José Caballero de Alcobendas, Madrid.

## Historia
Construido en 1990forma parte del gran conjunto polideportivo denominado José Caballero, el que fuera alcalde de la ciudad durante 24 años (1983-2007).

### Amaya Valdemoro
Desde el 3 de junio de 2008 lleva el nombre de la deportista española Amaya Valdemoro, la mejor baloncestista española hasta la fecha, ganadora de 3 anillos de campeona de la WNBA, participó en dos ocasiones en los Juegos Olímpicos (Atenas 2004 y Pekín 2008). Fue el buque insignia de la selección española de baloncesto y miembro del Salón de la Fama de la FIBA desde el año 2023.

## Equipamiento
Con una capacidad fija de 1974 espectadores, dependiendo del deporte puede superar los 3500 gracias a sus gradas supletorias, que suman 660 espectadores más, además de poder colocar 1000 sillas supletorias a pie de pista. El palco VIP tiene espacio para 24 personas, además de tener una sala VIP con acceso directo al palco de autoridades.
Su salón de actos, con capacidad para 100 personas y su cabina de prensa, radio y televisión se complementan con 5 pistas de squash, una sala de ciclismo en pista cubierta, una sala de billar, otra de tenis de mesa y sala de esgrima.
Cuenta con aseos públicos, cuatro vestuarios y tres gimnasios (un gimnasio de clubes, un gimnasio de trek en pista cubierta y un gimnasio polivalente de 200 m2) y 2 cafeterías para atención a los espectadores.

### Residencia
Cuenta con una residencia con 77 plazas.